# Ophelia bicornis
Ophelia bicornis är en ringmaskart som beskrevs av Savigny in Lamarck 1818. Ophelia bicornis ingår i släktet Ophelia och familjen Opheliidae. Arten har ej påträffats i Sverige. Inga underarter finns listade i Catalogue of Life.